# Marc Cerboni
Marc Yves Michel Cerboni  (ur. 20 października 1955 w Nicei, zm. 2 grudnia 1990 w Saint-Étienne-de-Tinée) – francuski szermierz, florecista, brązowy medalista olimpijski.
Na igrzyskach olimpijskich w Los Angeles w 1984 roku reprezentacja Francji w składzie: Frédéric Pietruszka, Pascal Jolyot, Patrick Groc, Philippe Omnès i Marc Cerboni zdobyła drużynowo brązowy medal. Był to jego jedyny start olimpijski.
Nie zdobył medalu mistrzostw świata.